# Jan Karel Mayer
Jan Karel Mayer (11. září nebo 18. prosince 1875, České Budějovice – 23. června 1910, České Budějovice) byl český novinář a politik, vůdce národních socialistů v jižních Čechách. Byl průkopníkem myšlenek socialismu, buditelem jihočeského lidu a zásadním odpůrcem Rakouska-Uherska. Národní socialisté v letech 1899–1914 a 1919–1938 vydávali noviny Stráž lidu, jejichž redakci Jan Karel Mayer za svého života vedl.

## Život
Bydlel v nynější Pekárenské ulici v domě č. 12, kde v té době působil hostinec Na posledním groši, od jara 1900 vedený českobudějovickým fotografem a kulturním pracovníkem Janem Příbramským. Pracoval jako úředník místní nemocenské pojišťovny. S platností od 1. srpna 1904 byl zvolen tajemníkem Národní jednoty pošumavské pro českobudějovický obvod. Zemřel 23. června 1910 na chronický zánět ledvin, který ho sužoval poslední dva roky života.

## Připomínky

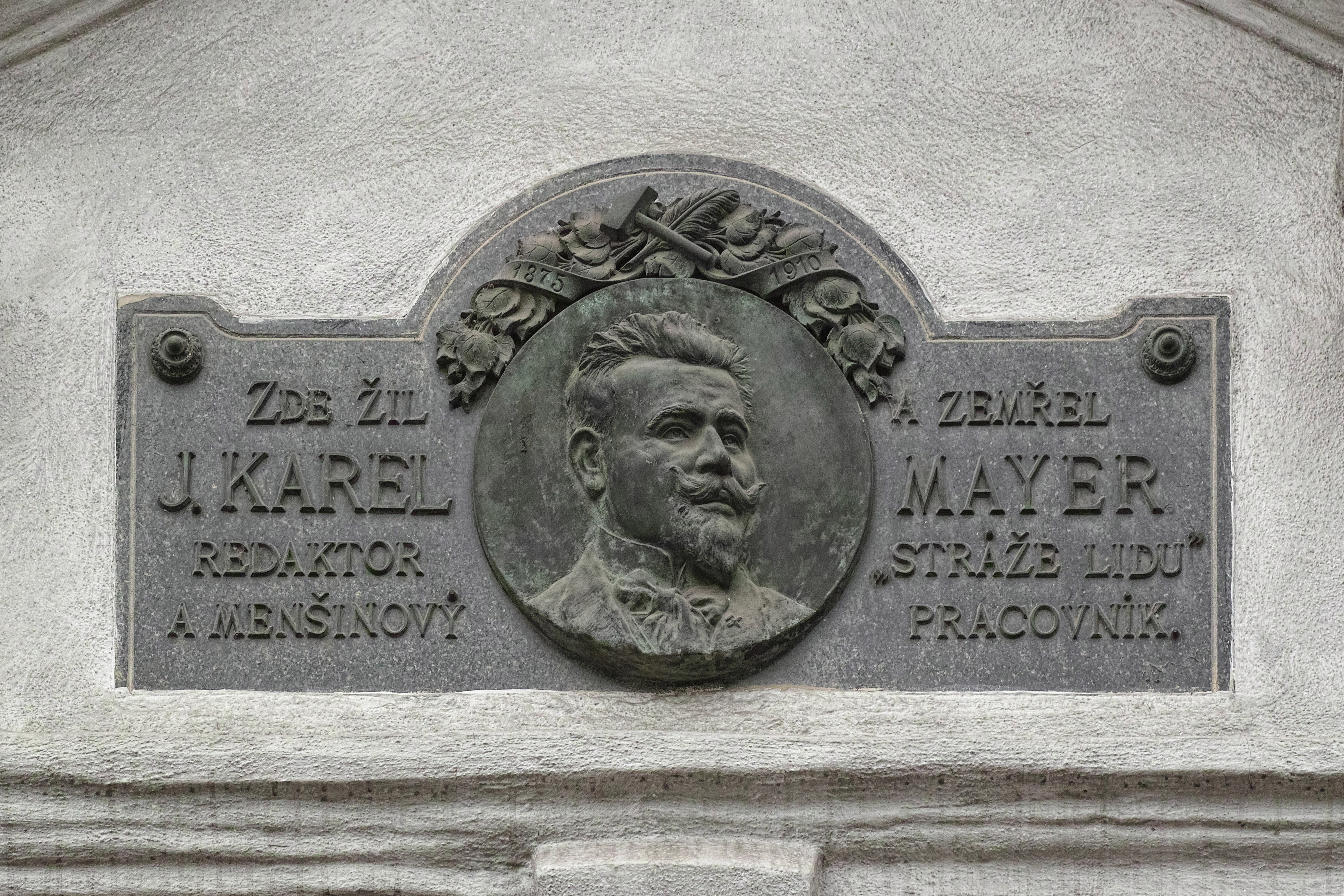
Pamětní deska J. K. Mayera (Pekárenská 12, Č. Budějovice)

Krátce po úmrtí vydala Společenská knihtiskárna a litografie Č. Budějovice upomínkovou pohlednici (dopisnici). Na budově v Pekárenské ulici byla k příležitosti 10. výročí Mayerova úmrtí, v roce 1920, umístěna pamětní deska.
V roce 1923 vydala 2. sekce československé strany socialistické ve spolupráci s Václavem Ambrožem knihu věnovanou Mayerově odkazu. Jméno redaktora nese Mayerova ulice v Havlíčkově kolonii.